# Pseudohadena rjabovi
Pseudohadena rjabovi är en fjärilsart som beskrevs av Charles Boursin 1970. Pseudohadena rjabovi ingår i släktet Pseudohadena och familjen nattflyn. Inga underarter finns listade.